# 스테판 에드베리
스테판 벵트 에드베리(스웨덴어: Stefan Bengt Edberg, 1966년 1월 19일~)는 전 세계 랭킹 1위였던 스웨덴의 은퇴한 남자 프로 테니스 선수이다. 그는 그랜드 슬램 단식에서 6회, 복식에서 3회 우승했으며, 역사상 가장 뛰어난 선수 중 한 명으로 평가받는다. 뛰어난 실력뿐만 아니라 스포츠에 대한 신사 정신을 갖고 있는 매우 품위 있는 선수로서도 존경받았다.

## 경력
에드베리는 어릴 때부터 이미 주목 받는 선수였다. 1983년 주니어 그랜드 슬램 대회를 석권하면서 주니어 그랜드 슬램을 달성한 최초의 주니어 선수가 되었다.
그가 처음 우승한 첫 두 개의 그랜드 슬램 대회는 모두 호주 오픈이었다. 1985년 호주 오픈 결승에서 매츠 빌랜더를 꺾고 생애 첫 그랜드 슬램 타이틀을 획득했고, 2년 후에는 윔블던 결승에서 팻 캐시를 5세트 접전 끝에 꺾고 우승했다. 1987년에는 호주 오픈과 US 오픈에서 우승했다.
1990년 그는 윔블던 결승에 3회 연속 진출했다. 이 세 번의 결승 상대는 모두 보리스 베커였다. 첫 결승에서 그는 우천으로 인한 반복된 순연 끝에 3일 만에 베커를 이겼으나, 다음 해 결승에서는 3세트를 내리 내주며 패했다. 1990년 결승에서는 에드베리가 베커를 5세트 만에 이기며 지난 해의 패배를 설욕했다.
1990년 8월 세계 랭킹 1위에 올라선 에드베리는 1992년까지 1위 자리를 지켰다.
에드베리의 마지막 그랜드 슬램 단식 결승 진출은 1992, 1993년 호주 오픈 결승이었으며 두 결승전 모두 미국의 짐 쿠리어에게 패했다.
그는 1996년 호주 오픈 복식에 페트르 코르다와 함께 출전하여 우승했으며, 이것의 그의 생애 마지막 그랜드 슬램 복식 타이틀이 되었다.
그는 4개의 그랜드 슬램 대회 단식 중 프랑스 오픈에서만 우승을 하지 못했다. 1989년에 이 대회 결승에 올랐지만 17세의 마이클 창에게 5세트 접전 끝에 패하였다. 당시 마이클 창의 우승은 현재까지 그랜드 슬램 최연소 우승 기록으로 남아있다.
에드베리는 바운드가 빠른 잔디 코트 경기에서 특히 뛰어났다. 여섯 번의 그랜드 슬램 단식 우승 중에서도 네 번이 잔디 코트 대회에서 거둔 성적이었으며,(1985·1987년 그의 우승 당시 호주 오픈의 코트는 잔디였음) 나머지 두 번은 하드 코트인 US 오픈에서 거둔 것이었다.
그는 선수 생활 동안 42개의 단식 타이틀과 18개의 복식 타이틀을 획득했으며 그랜드 슬램 경기 54연승의 기록을 세우기도 했다. 그는 72주 동안 연속 세계 1위를 유지했으며 세계 남자 테니스 선수 협회와 스포츠맨십 상을 5번 받았다. ATP는 그를 기념하여 그가 5번 수상한 상의 이름을 '에드베리 스포츠맨십 상'으로 바꾸기도 했다.

## 주요 결승 성적

### 그랜드 슬램 결승

#### 단식: 11 (6승 5패)
우승 (6)
| 연도 | 대회          | 코트 | 결승 상대     | 결승 스코어             |
| 1985 | 호주 오픈     | 잔디 | 매츠 빌랜더   | 6–4, 6–3, 6–3           |
| 1987 | 호주 오픈 (2) | 잔디 | 팻 캐시       | 6–3, 6–4, 3–6, 5–7, 6–3 |
| 1988 | 윔블던        | 잔디 | 보리스 베커   | 4–6, 7–6(2), 6–4, 6–2   |
| 1990 | 윔블던 (2)    | 잔디 | 보리스 베커   | 6–2, 6–2, 3–6, 3–6, 6–4 |
| 1991 | US 오픈       | 하드 | 짐 쿠리어     | 6–2, 6–4, 6–0           |
| 1992 | US Open (2)   | 하드 | 피트 샘프라스 | 3–6, 6–4, 7–6(5), 6–2   |

준우승 (5)
| 연도 | 대회        | 코트   | 결승 상대   | 결승 스코어             |
| 1989 | 프랑스 오픈 | 클레이 | 마이클 창   | 6–1, 3–6, 4–6, 6–4, 6–2 |
| 1989 | 윔블던      | 잔디   | 보리스 베커 | 6–0, 7–6(1), 6–4        |
| 1990 | 호주 오픈   | 하드   | 이반 렌들   | 4–6, 7–6(3), 5–2 기권   |
| 1992 | 호주 오픈   | 하드   | 짐 쿠리어   | 6–3, 3–6, 6–4, 6–2      |
| 1993 | 호주 오픈   | 하드   | 짐 쿠리어   | 6–2, 6–1, 2–6, 7–5      |

#### 복식: 5 (3승 2패)
우승 (3)
| 연도 | 대회          | 코트 | 파트너          | 결승 상대팀                       | 결승 스코어             |
| 1987 | 호주 오픈     | 잔디 | 안데르스 예뤼드 | 피터 두핸 로리 워더               | 6–4, 6–4, 7–6           |
| 1987 | US 오픈       | 하드 | 안데르스 예뤼드 | 켄 플랙 로버트 세구소             | 7–6, 6–2, 4–6, 5–7, 7–6 |
| 1996 | 호주 오픈 (2) | 하드 | 페트르 코르다   | 앨릭스 오브라이언 세바스티앵 라로 | 7–5, 7–5, 4–6, 6–1      |

준우승 (2)
| 연도 | 대회        | 코트   | 파트너          | 결승 상대팀                 | 결승 스코어               |
| 1984 | US 오픈     | 하드   | 안데르스 예뤼드 | 존 피츠제럴드 토마시 슈미트 | 7–6, 6–3, 6–3             |
| 1986 | 프랑스 오픈 | 클레이 | 안데르스 예뤼드 | 존 피츠제럴드 토마시 슈미트 | 6–3, 4–6, 6–3, 6–7, 14–12 |

### 슈퍼 9 대회 결승

#### 단식: 9 (4승 5패)
우승 (4)
| 연도 | 대회        | 코트     | 결승 상대     | 결승 스코어        |
| 1990 | 인디언 웰즈 | 하드     | 안드레 애거시 | 6–4, 5–7, 7–6, 7–6 |
| 1990 | 신시네티    | 하드     | 브래드 길버트 | 6–1, 6–1           |
| 1990 | 파리        | 카펫 (i) | 보리스 베커   | 3–3, 기권          |
| 1992 | 함부르크    | 클레이   | 미카엘 슈티히 | 5–7, 6–4, 6–1      |

준우승 (5)
| 연도 | 대회         | 코트     | 결승 상대     | 결승 스코어             |
| 1990 | Key Biscayne | 하드     | 안드레 애거시 | 6–1, 6–4, 0–6, 6–2      |
| 1990 | 스톡홀름     | 하드 (i) | 보리스 베커   | 6–4, 6–0, 6–3           |
| 1991 | 스톡홀름     | 하드 (i) | 보리스 베커   | 3–6, 6–4, 1–6, 6–2, 6–2 |
| 1993 | 신시네티     | 하드     | 마이클 창     | 7–5, 0–6, 6–4           |
| 1994 | 신시네티     | 하드     | 마이클 창     | 6–2, 7–5                |

#### 복식: 2 (1승 1패)
우승 (1)
| 연도 | 대회        | 코트   | 파트너        | 결승 상대팀                       | 결승 스코어   |
| 1993 | 몬테 카를로 | 클레이 | 페트르 코르다 | 파울 하르하위스 마르크 쿠베르만스 | 3-6, 6-2, 7-6 |

준우승 (1)
| 연도 | 대회     | 코트 | 파트너      | 결승 상대팀                 | 결승 스코어 |
| 1993 | 신시네티 | 하드 | 헨리크 홀름 | 안드레 애거시 페트르 코르다 | 6-4, 7-6    |

### 단식 성적 연대표
| 대회                              | 1982                                                | 1983                                                | 1984                                                | 1985                                                | 1986                                                | 1987                                                | 1988                                                | 1989                                                | 1990   | 1991   | 1992  | 1993   | 1994   | 1995   | 1996  | 통산 SR            | 통산 승-패         |
| --------------------------------- | --------------------------------------------------- | --------------------------------------------------- | --------------------------------------------------- | --------------------------------------------------- | --------------------------------------------------- | --------------------------------------------------- | --------------------------------------------------- | --------------------------------------------------- | ------ | ------ | ----- | ------ | ------ | ------ | ----- | ------------------ | ------------------ |
| 그랜드 슬램 대회                  |                                                     |                                                     |                                                     |                                                     |                                                     |                                                     |                                                     |                                                     |        |        |       |        |        |        |       |                    |                    |
| 호주 오픈                         | A                                                   | 2R                                                  | QF                                                  | W                                                   | NH                                                  | W                                                   | SF                                                  | QF                                                  | F      | SF     | F     | F      | SF     | 4R     | 2R    | 2 / 13             | 56–10              |
| 프랑스 오픈                       | A                                                   | A                                                   | 2R                                                  | QF                                                  | 2R                                                  | 2R                                                  | 4R                                                  | F                                                   | 1R     | QF     | 3R    | QF     | 1R     | 2R     | 4R    | 0 / 13             | 30–13              |
| 윔블던                            | A                                                   | 2R                                                  | 2R                                                  | 4R                                                  | 3R                                                  | SF                                                  | W                                                   | F                                                   | W      | SF     | QF    | SF     | 2R     | 2R     | 2R    | 2 / 14             | 49–12              |
| US 오픈                           | A                                                   | 1R                                                  | 2R                                                  | 4R                                                  | SF                                                  | SF                                                  | 4R                                                  | 4R                                                  | 1R     | W      | W     | 2R     | 3R     | 3R     | QF    | 2 / 14             | 43–12              |
| 승-패                             | 0–0                                                 | 1–3                                                 | 6–4                                                 | 16–3                                                | 8–3                                                 | 17–3                                                | 18–3                                                | 19–3                                                | 13–3   | 21–3   | 19–3  | 16–4   | 8–4    | 7–4    | 9–4   | N/A                | 178–47             |
| SR                                | 0 / 0                                               | 0 / 3                                               | 0 / 4                                               | 1 / 4                                               | 0 / 3                                               | 1 / 4                                               | 1 / 4                                               | 0 / 4                                               | 1 / 4  | 1 / 4  | 1 / 4 | 0 / 4  | 0 / 4  | 0 / 4  | 0 / 4 | 6 / 54             | N/A                |
| 올림픽                            |                                                     |                                                     |                                                     |                                                     |                                                     |                                                     |                                                     |                                                     |        |        |       |        |        |        |       |                    |                    |
| 하계 올림픽                       | 미개최                                              | 미개최                                              | W1                                                  | 미개최                                              | 미개최                                              | 미개최                                              | SF                                                  | 미개최                                              | 미개최 | 미개최 | 1R    | 미개최 | 미개최 | 미개최 | A     | 1 / 3              | 9–2                |
| 연말 챔피언십                     |                                                     |                                                     |                                                     |                                                     |                                                     |                                                     |                                                     |                                                     |        |        |       |        |        |        |       |                    |                    |
| 마스터스 / ATP 투어 월드 챔피언십 | A                                                   | A                                                   | A                                                   | 1R                                                  | SF                                                  | SF                                                  | SF                                                  | W                                                   | F      | A      | RR    | RR     | RR     | A      | A     | 1 / 9              | 18–14              |
| 슈퍼 9 대회                       |                                                     |                                                     |                                                     |                                                     |                                                     |                                                     |                                                     |                                                     |        |        |       |        |        |        |       |                    |                    |
| 인디언 웰즈                       | 이 대회들은 1990년 이전에는 슈퍼 9 대회가 아니었음. | 이 대회들은 1990년 이전에는 슈퍼 9 대회가 아니었음. | 이 대회들은 1990년 이전에는 슈퍼 9 대회가 아니었음. | 이 대회들은 1990년 이전에는 슈퍼 9 대회가 아니었음. | 이 대회들은 1990년 이전에는 슈퍼 9 대회가 아니었음. | 이 대회들은 1990년 이전에는 슈퍼 9 대회가 아니었음. | 이 대회들은 1990년 이전에는 슈퍼 9 대회가 아니었음. | 이 대회들은 1990년 이전에는 슈퍼 9 대회가 아니었음. | W      | SF     | A     | 2R     | SF     | SF     | 2R    | 1 / 6              | 16–5               |
| 키 비스케인                       | 이 대회들은 1990년 이전에는 슈퍼 9 대회가 아니었음. | 이 대회들은 1990년 이전에는 슈퍼 9 대회가 아니었음. | 이 대회들은 1990년 이전에는 슈퍼 9 대회가 아니었음. | 이 대회들은 1990년 이전에는 슈퍼 9 대회가 아니었음. | 이 대회들은 1990년 이전에는 슈퍼 9 대회가 아니었음. | 이 대회들은 1990년 이전에는 슈퍼 9 대회가 아니었음. | 이 대회들은 1990년 이전에는 슈퍼 9 대회가 아니었음. | 이 대회들은 1990년 이전에는 슈퍼 9 대회가 아니었음. | F      | SF     | 3R    | QF     | QF     | 2R     | 4R    | 0 / 7              | 19–7               |
| 몬테 카를로                       | 이 대회들은 1990년 이전에는 슈퍼 9 대회가 아니었음. | 이 대회들은 1990년 이전에는 슈퍼 9 대회가 아니었음. | 이 대회들은 1990년 이전에는 슈퍼 9 대회가 아니었음. | 이 대회들은 1990년 이전에는 슈퍼 9 대회가 아니었음. | 이 대회들은 1990년 이전에는 슈퍼 9 대회가 아니었음. | 이 대회들은 1990년 이전에는 슈퍼 9 대회가 아니었음. | 이 대회들은 1990년 이전에는 슈퍼 9 대회가 아니었음. | 이 대회들은 1990년 이전에는 슈퍼 9 대회가 아니었음. | 3R     | 2R     | A     | SF     | SF     | 1R     | 2R    | 0 / 6              | 9–6                |
| 로마                              | 이 대회들은 1990년 이전에는 슈퍼 9 대회가 아니었음. | 이 대회들은 1990년 이전에는 슈퍼 9 대회가 아니었음. | 이 대회들은 1990년 이전에는 슈퍼 9 대회가 아니었음. | 이 대회들은 1990년 이전에는 슈퍼 9 대회가 아니었음. | 이 대회들은 1990년 이전에는 슈퍼 9 대회가 아니었음. | 이 대회들은 1990년 이전에는 슈퍼 9 대회가 아니었음. | 이 대회들은 1990년 이전에는 슈퍼 9 대회가 아니었음. | 이 대회들은 1990년 이전에는 슈퍼 9 대회가 아니었음. | A      | A      | A     | A      | A      | QF     | QF    | 0 / 2              | 6–2                |
| 함부르크                          | 이 대회들은 1990년 이전에는 슈퍼 9 대회가 아니었음. | 이 대회들은 1990년 이전에는 슈퍼 9 대회가 아니었음. | 이 대회들은 1990년 이전에는 슈퍼 9 대회가 아니었음. | 이 대회들은 1990년 이전에는 슈퍼 9 대회가 아니었음. | 이 대회들은 1990년 이전에는 슈퍼 9 대회가 아니었음. | 이 대회들은 1990년 이전에는 슈퍼 9 대회가 아니었음. | 이 대회들은 1990년 이전에는 슈퍼 9 대회가 아니었음. | 이 대회들은 1990년 이전에는 슈퍼 9 대회가 아니었음. | A      | QF     | W     | 3R     | 2R     | A      | A     | 1 / 4              | 8–3                |
| 캐나다                            | 이 대회들은 1990년 이전에는 슈퍼 9 대회가 아니었음. | 이 대회들은 1990년 이전에는 슈퍼 9 대회가 아니었음. | 이 대회들은 1990년 이전에는 슈퍼 9 대회가 아니었음. | 이 대회들은 1990년 이전에는 슈퍼 9 대회가 아니었음. | 이 대회들은 1990년 이전에는 슈퍼 9 대회가 아니었음. | 이 대회들은 1990년 이전에는 슈퍼 9 대회가 아니었음. | 이 대회들은 1990년 이전에는 슈퍼 9 대회가 아니었음. | 이 대회들은 1990년 이전에는 슈퍼 9 대회가 아니었음. | A      | A      | A     | A      | A      | 2R     | A     | 0 / 1              | 1–1                |
| 신시네티                          | 이 대회들은 1990년 이전에는 슈퍼 9 대회가 아니었음. | 이 대회들은 1990년 이전에는 슈퍼 9 대회가 아니었음. | 이 대회들은 1990년 이전에는 슈퍼 9 대회가 아니었음. | 이 대회들은 1990년 이전에는 슈퍼 9 대회가 아니었음. | 이 대회들은 1990년 이전에는 슈퍼 9 대회가 아니었음. | 이 대회들은 1990년 이전에는 슈퍼 9 대회가 아니었음. | 이 대회들은 1990년 이전에는 슈퍼 9 대회가 아니었음. | 이 대회들은 1990년 이전에는 슈퍼 9 대회가 아니었음. | W      | QF     | SF    | F      | F      | 1R     | 2R    | 1 / 7              | 19–6               |
| 스톡홀름 / 에센 / 슈투트가르트    | 이 대회들은 1990년 이전에는 슈퍼 9 대회가 아니었음. | 이 대회들은 1990년 이전에는 슈퍼 9 대회가 아니었음. | 이 대회들은 1990년 이전에는 슈퍼 9 대회가 아니었음. | 이 대회들은 1990년 이전에는 슈퍼 9 대회가 아니었음. | 이 대회들은 1990년 이전에는 슈퍼 9 대회가 아니었음. | 이 대회들은 1990년 이전에는 슈퍼 9 대회가 아니었음. | 이 대회들은 1990년 이전에는 슈퍼 9 대회가 아니었음. | 이 대회들은 1990년 이전에는 슈퍼 9 대회가 아니었음. | F      | F      | SF    | QF     | 3R     | 2R     | 2R    | 0 / 7              | 16–7               |
| 파리                              | 이 대회들은 1990년 이전에는 슈퍼 9 대회가 아니었음. | 이 대회들은 1990년 이전에는 슈퍼 9 대회가 아니었음. | 이 대회들은 1990년 이전에는 슈퍼 9 대회가 아니었음. | 이 대회들은 1990년 이전에는 슈퍼 9 대회가 아니었음. | 이 대회들은 1990년 이전에는 슈퍼 9 대회가 아니었음. | 이 대회들은 1990년 이전에는 슈퍼 9 대회가 아니었음. | 이 대회들은 1990년 이전에는 슈퍼 9 대회가 아니었음. | 이 대회들은 1990년 이전에는 슈퍼 9 대회가 아니었음. | W      | 3R     | QF    | SF     | 2R     | A      | QF    | 1 / 6              | 14–5               |
| 통산 통계                         |                                                     |                                                     |                                                     |                                                     |                                                     |                                                     |                                                     |                                                     |        |        |       |        |        |        |       |                    |                    |
| ATP 대회 참가                     | 3                                                   | 10                                                  | 20                                                  | 21                                                  | 22                                                  | 19                                                  | 18                                                  | 17                                                  | 20     | 20     | 21    | 22     | 26     | 21     | 25    | 통산 합계: 285     | 통산 합계: 285     |
| ATP 결승 진출                     | 0                                                   | 0                                                   | 2                                                   | 6                                                   | 7                                                   | 11                                                  | 7                                                   | 8                                                   | 12     | 8      | 6     | 4      | 4      | 1      | 1     | 통산 합계: 77      | 통산 합계: 77      |
| ATP 대회 우승                     | 0                                                   | 0                                                   | 2                                                   | 4                                                   | 3                                                   | 7                                                   | 3                                                   | 2                                                   | 7      | 6      | 3     | 1      | 3      | 1      | 0     | 통산 합계: 42      | 통산 합계: 42      |
| 코트 종류별 통계                  |                                                     |                                                     |                                                     |                                                     |                                                     |                                                     |                                                     |                                                     |        |        |       |        |        |        |       |                    |                    |
| 하드 승-패                        | 0–2                                                 | 6–5                                                 | 14–5                                                | 25–7                                                | 32–5                                                | 42–5                                                | 28–9                                                | 29–6                                                | 39–5   | 39–7   | 32–6  | 24–9   | 33–9   | 26–11  | 18–13 | N/A                | 387–104 79%        |
| 클레이 승-패                      | 0–1                                                 | 4–2                                                 | 5–3                                                 | 9–3                                                 | 15–3                                                | 8–3                                                 | 11–4                                                | 14–2                                                | 3–5    | 9–6    | 10–6  | 17–8   | 9–7    | 10–4   | 14–7  | N/A                | 138–64 68%         |
| 잔디 승-패                        | 0–0                                                 | 2–3                                                 | 4–3                                                 | 9–1                                                 | 7–3                                                 | 14–2                                                | 12–1                                                | 6–2                                                 | 10–1   | 10–1   | 7–2   | 7–2    | 3–2    | 2–2    | 6–2   | N/A                | 99–27 79%          |
| 카펫 승-패                        | 0–0                                                 | 0–0                                                 | 9–6                                                 | 17–8                                                | 16–10                                               | 14–2                                                | 16–4                                                | 15–6                                                | 18–4   | 18–3   | 19–10 | 13–7   | 15–8   | 4–3    | 8–4   | N/A                | 182–75 71%         |
| 전체 승-패                        | 0–3                                                 | 12–10                                               | 32–17                                               | 60–19                                               | 70–21                                               | 78–12                                               | 67–18                                               | 64–16                                               | 70–15  | 76–17  | 68–24 | 61–26  | 60–26  | 42–20  | 46–26 | N/A                | 806–270            |
| 승률 (%)                          | 0%                                                  | 55%                                                 | 65%                                                 | 76%                                                 | 77%                                                 | 87%                                                 | 79%                                                 | 80%                                                 | 82%    | 82%    | 74%   | 70%    | 70%    | 68%    | 64%   | 통산 승률 (%): 75% | 통산 승률 (%): 75% |
| 연말 랭킹                         | 523                                                 | 53                                                  | 20                                                  | 5                                                   | 5                                                   | 2                                                   | 5                                                   | 3                                                   | 1      | 1      | 2     | 5      | 7      | 23     | 14    | N/A                | N/A                |

11984년 하계 올림픽에서 테니스는 시범 종목이었다.
W = 우승
F = 준우승
SF = 4강
QF = 8강
A = 대회 불참 (Absent)
SR = 전체 참가 대회에서의 우승 비율 (Singles winning Ratio)
NH = 대회 미개최(미개최)
RR = 라운드 로빈

### 복식 성적 연대표
| 대회                           | 1982                                                | 1983                                                | 1984                                                | 1985                                                | 1986                                                | 1987                                                | 1988                                                | 1989                                                | 1990   | 1991   | 1992  | 1993   | 1994   | 1995   | 1996  | 통산 SR | 통산 승-패 |
| ------------------------------ | --------------------------------------------------- | --------------------------------------------------- | --------------------------------------------------- | --------------------------------------------------- | --------------------------------------------------- | --------------------------------------------------- | --------------------------------------------------- | --------------------------------------------------- | ------ | ------ | ----- | ------ | ------ | ------ | ----- | ------- | ---------- |
| 그랜드 슬램 대회               |                                                     |                                                     |                                                     |                                                     |                                                     |                                                     |                                                     |                                                     |        |        |       |        |        |        |       |         |            |
| 호주 오픈                      | A                                                   | 1R                                                  | 2R                                                  | 1R                                                  | NH                                                  | W                                                   | A                                                   | QF                                                  | QF     | 1R     | 1R    | 3R     | 3R     | A      | W     | 2 / 11  | 20–8       |
| 프랑스 오픈                    | A                                                   | A                                                   | QF                                                  | SF                                                  | F                                                   | A                                                   | A                                                   | A                                                   | A      | A      | A     | SF     | A      | A      | 3R    | 0 / 5   | 18–5       |
| 윔블던                         | A                                                   | 1R                                                  | 3R                                                  | 3R                                                  | 1R                                                  | SF                                                  | A                                                   | A                                                   | A      | A      | A     | A      | A      | A      | A     | 0 / 5   | 8–5        |
| US 오픈                        | A                                                   | 3R                                                  | F                                                   | 2R                                                  | 2R                                                  | W                                                   | A                                                   | A                                                   | A      | A      | A     | A      | A      | 1R     | A     | 1 / 6   | 15–5       |
| 승-패                          | 0–0                                                 | 2–3                                                 | 11–4                                                | 7–4                                                 | 6–3                                                 | 13–1                                                | 0–0                                                 | 2–1                                                 | 2–1    | 0–1    | 0–1   | 6–1    | 2–1    | 0–1    | 8–1   | N/A     | 59–23      |
| SR                             | 0 / 0                                               | 0 / 3                                               | 0 / 4                                               | 0 / 4                                               | 0 / 3                                               | 2 / 3                                               | 0 / 0                                               | 0 / 1                                               | 0 / 1  | 0 / 1  | 0 / 1 | 0 / 2  | 0 / 1  | 0 / 1  | 1 / 2 | 3 / 27  | N/A        |
| 올림픽                         |                                                     |                                                     |                                                     |                                                     |                                                     |                                                     |                                                     |                                                     |        |        |       |        |        |        |       |         |            |
| 하계 올림픽                    | 미개최                                              | 미개최                                              | A                                                   | 미개최                                              | 미개최                                              | 미개최                                              | SF                                                  | 미개최                                              | 미개최 | 미개최 | 1R    | 미개최 | 미개최 | 미개최 | A     | 0 / 2   | 3–2        |
| 연말 챔피언십                  |                                                     |                                                     |                                                     |                                                     |                                                     |                                                     |                                                     |                                                     |        |        |       |        |        |        |       |         |            |
| 마스터스 복식                  | A                                                   | A                                                   | A                                                   | A                                                   | W                                                   | SF                                                  | A                                                   | A                                                   | A      | A      | A     | A      | A      | A      | A     | 1 / 2   | 6–3        |
| 슈퍼 9 대회                    |                                                     |                                                     |                                                     |                                                     |                                                     |                                                     |                                                     |                                                     |        |        |       |        |        |        |       |         |            |
| 인디언 웰즈                    | 이 대회들은 1990년 이전에는 슈퍼 9 대회가 아니었음. | 이 대회들은 1990년 이전에는 슈퍼 9 대회가 아니었음. | 이 대회들은 1990년 이전에는 슈퍼 9 대회가 아니었음. | 이 대회들은 1990년 이전에는 슈퍼 9 대회가 아니었음. | 이 대회들은 1990년 이전에는 슈퍼 9 대회가 아니었음. | 이 대회들은 1990년 이전에는 슈퍼 9 대회가 아니었음. | 이 대회들은 1990년 이전에는 슈퍼 9 대회가 아니었음. | 이 대회들은 1990년 이전에는 슈퍼 9 대회가 아니었음. | 1R     | A      | A     | A      | 1R     | A      | 2R    | 0 / 3   | 1–3        |
| 키 비스케인                    | 이 대회들은 1990년 이전에는 슈퍼 9 대회가 아니었음. | 이 대회들은 1990년 이전에는 슈퍼 9 대회가 아니었음. | 이 대회들은 1990년 이전에는 슈퍼 9 대회가 아니었음. | 이 대회들은 1990년 이전에는 슈퍼 9 대회가 아니었음. | 이 대회들은 1990년 이전에는 슈퍼 9 대회가 아니었음. | 이 대회들은 1990년 이전에는 슈퍼 9 대회가 아니었음. | 이 대회들은 1990년 이전에는 슈퍼 9 대회가 아니었음. | 이 대회들은 1990년 이전에는 슈퍼 9 대회가 아니었음. | 2R     | 1R     | 1R    | QF     | A      | 3R     | 2R    | 0 / 6   | 7–6        |
| 몬테 카를로                    | 이 대회들은 1990년 이전에는 슈퍼 9 대회가 아니었음. | 이 대회들은 1990년 이전에는 슈퍼 9 대회가 아니었음. | 이 대회들은 1990년 이전에는 슈퍼 9 대회가 아니었음. | 이 대회들은 1990년 이전에는 슈퍼 9 대회가 아니었음. | 이 대회들은 1990년 이전에는 슈퍼 9 대회가 아니었음. | 이 대회들은 1990년 이전에는 슈퍼 9 대회가 아니었음. | 이 대회들은 1990년 이전에는 슈퍼 9 대회가 아니었음. | 이 대회들은 1990년 이전에는 슈퍼 9 대회가 아니었음. | A      | A      | A     | W      | 1R     | A      | 1R    | 1 / 3   | 5–2        |
| 로마                           | 이 대회들은 1990년 이전에는 슈퍼 9 대회가 아니었음. | 이 대회들은 1990년 이전에는 슈퍼 9 대회가 아니었음. | 이 대회들은 1990년 이전에는 슈퍼 9 대회가 아니었음. | 이 대회들은 1990년 이전에는 슈퍼 9 대회가 아니었음. | 이 대회들은 1990년 이전에는 슈퍼 9 대회가 아니었음. | 이 대회들은 1990년 이전에는 슈퍼 9 대회가 아니었음. | 이 대회들은 1990년 이전에는 슈퍼 9 대회가 아니었음. | 이 대회들은 1990년 이전에는 슈퍼 9 대회가 아니었음. | A      | A      | A     | A      | A      | 2R     | 2R    | 0 / 2   | 2–2        |
| 함부르크                       | 이 대회들은 1990년 이전에는 슈퍼 9 대회가 아니었음. | 이 대회들은 1990년 이전에는 슈퍼 9 대회가 아니었음. | 이 대회들은 1990년 이전에는 슈퍼 9 대회가 아니었음. | 이 대회들은 1990년 이전에는 슈퍼 9 대회가 아니었음. | 이 대회들은 1990년 이전에는 슈퍼 9 대회가 아니었음. | 이 대회들은 1990년 이전에는 슈퍼 9 대회가 아니었음. | 이 대회들은 1990년 이전에는 슈퍼 9 대회가 아니었음. | 이 대회들은 1990년 이전에는 슈퍼 9 대회가 아니었음. | A      | 2R     | 1R    | A      | A      | A      | A     | 0 / 2   | 1–1        |
| 캐나다                         | 이 대회들은 1990년 이전에는 슈퍼 9 대회가 아니었음. | 이 대회들은 1990년 이전에는 슈퍼 9 대회가 아니었음. | 이 대회들은 1990년 이전에는 슈퍼 9 대회가 아니었음. | 이 대회들은 1990년 이전에는 슈퍼 9 대회가 아니었음. | 이 대회들은 1990년 이전에는 슈퍼 9 대회가 아니었음. | 이 대회들은 1990년 이전에는 슈퍼 9 대회가 아니었음. | 이 대회들은 1990년 이전에는 슈퍼 9 대회가 아니었음. | 이 대회들은 1990년 이전에는 슈퍼 9 대회가 아니었음. | A      | A      | A     | A      | A      | A      | A     | 0 / 0   | 0–0        |
| 신시네티                       | 이 대회들은 1990년 이전에는 슈퍼 9 대회가 아니었음. | 이 대회들은 1990년 이전에는 슈퍼 9 대회가 아니었음. | 이 대회들은 1990년 이전에는 슈퍼 9 대회가 아니었음. | 이 대회들은 1990년 이전에는 슈퍼 9 대회가 아니었음. | 이 대회들은 1990년 이전에는 슈퍼 9 대회가 아니었음. | 이 대회들은 1990년 이전에는 슈퍼 9 대회가 아니었음. | 이 대회들은 1990년 이전에는 슈퍼 9 대회가 아니었음. | 이 대회들은 1990년 이전에는 슈퍼 9 대회가 아니었음. | A      | A      | 1R    | F      | 2R     | A      | 1R    | 0 / 4   | 5–4        |
| 스톡홀름 / 에센 / 슈투트가르트 | 이 대회들은 1990년 이전에는 슈퍼 9 대회가 아니었음. | 이 대회들은 1990년 이전에는 슈퍼 9 대회가 아니었음. | 이 대회들은 1990년 이전에는 슈퍼 9 대회가 아니었음. | 이 대회들은 1990년 이전에는 슈퍼 9 대회가 아니었음. | 이 대회들은 1990년 이전에는 슈퍼 9 대회가 아니었음. | 이 대회들은 1990년 이전에는 슈퍼 9 대회가 아니었음. | 이 대회들은 1990년 이전에는 슈퍼 9 대회가 아니었음. | 이 대회들은 1990년 이전에는 슈퍼 9 대회가 아니었음. | A      | A      | 1R    | A      | A      | A      | 1R    | 0 / 2   | 0–2        |
| 파리                           | 이 대회들은 1990년 이전에는 슈퍼 9 대회가 아니었음. | 이 대회들은 1990년 이전에는 슈퍼 9 대회가 아니었음. | 이 대회들은 1990년 이전에는 슈퍼 9 대회가 아니었음. | 이 대회들은 1990년 이전에는 슈퍼 9 대회가 아니었음. | 이 대회들은 1990년 이전에는 슈퍼 9 대회가 아니었음. | 이 대회들은 1990년 이전에는 슈퍼 9 대회가 아니었음. | 이 대회들은 1990년 이전에는 슈퍼 9 대회가 아니었음. | 이 대회들은 1990년 이전에는 슈퍼 9 대회가 아니었음. | A      | A      | A     | 2R     | 2R     | A      | A     | 0 / 2   | 2–2        |
| 연말 랭킹                      |                                                     |                                                     |                                                     |                                                     |                                                     |                                                     |                                                     |                                                     |        |        |       |        |        |        |       |         |            |
| 랭킹                           | N/A                                                 | N/A                                                 | 13                                                  | 6                                                   | 3                                                   | 3                                                   | 74                                                  | 74                                                  | 128    | 86     | 123   | 27     | 125    | 119    | 44    | N/A     | N/A        |